# Disperse Red 151
Disperse Red 151 ist ein Disazofarbstoff aus der Gruppe der Dispersionsfarbstoffe, der im Textilbereich eingesetzt wird.

## Darstellung
Disperse Red 151 wird durch Diazotierung von p-Aminoazobenzol und Kupplung auf ein Sulfonsäureamid der 6-Hydroxynaphthalin-2-sulfonsäure hergestellt.

## Eigenschaften
Disperse Red 151 ist ein dunkelroter geruchloser Feststoff.
Der Farbstoff kann durch reduktive Spaltung krebserregende Arylamine bilden. Daher ist die Verwendung von Disazofarbstoffen wie Disperse Red 151, Disperse Yellow 7, Disperse Yellow 23 und Disperse Yellow 56, die sich von p-Aminoazobenzol ableiten, sehr eingeschränkt und sie befinden sich auf der Liste eingeschränkt nutzbarer Substanzen (RSL) wie z. B. bei der Mitgliederorganisation verschiedener Bekleidungs- und Schuhunternehmen Apparel and Footwear International RSL Management Group (AFIRM).
Abwässer der Textilindustrie, die neben anderen Säure- und Reaktivfarbstoffen mit Disperse Red 151 verunreinigt sind, können durch Adsorption an vorbehandelte Dolomitabfällen aus der Steinindustrie effektiv entfärbt werden.